# Lamborghini Huracán
La Lamborghini Huracán est une supercar du constructeur automobile italien Lamborghini. Dévoilée lors du salon international de l'automobile de Genève 2014, elle succède à la Gallardo en utilisant un moteur V10 de 5,2 litres développant 610 ch (449 kW). Elle est remplacée par la Lamborghini Temerario.

## Présentation

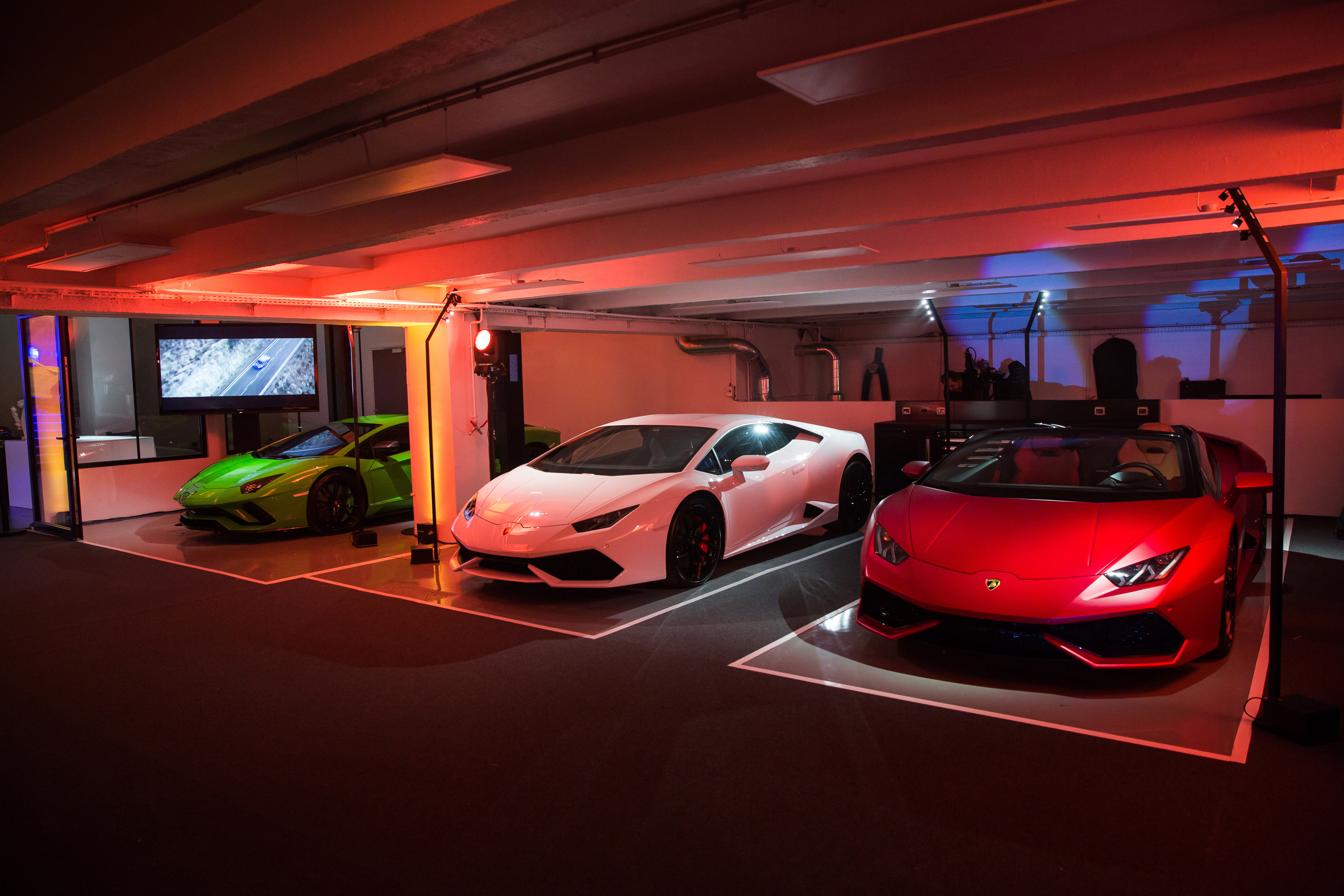
Trois Lamborghini Huracán symbolisant le drapeau italien.

Le nom « Huracán » (littéralement « ouragan ») vient du nom d'un taureau de combat espagnol.
En 2017, Lamborghini célèbre la production de la 9000e Huracán. Il aura fallu six ans à Lamborghini pour atteindre ce cap, à comparer aux 14 000 Gallardo produites durant ses onze années de commercialisation. Le 13 mars 2018, Lamborghini annonce avoir atteint la production de 10 000 exemplaires d'Huracán. Il s'agit d'une Huracán LP 640-4 Performante couleur Verde Mantis. Elle est ainsi le second modèle le plus vendu de l'histoire de Lamborghini derrière son aînée la Gallardo et en 2024 la plus vendue.

## Phase 1

### LP 610-4 coupé

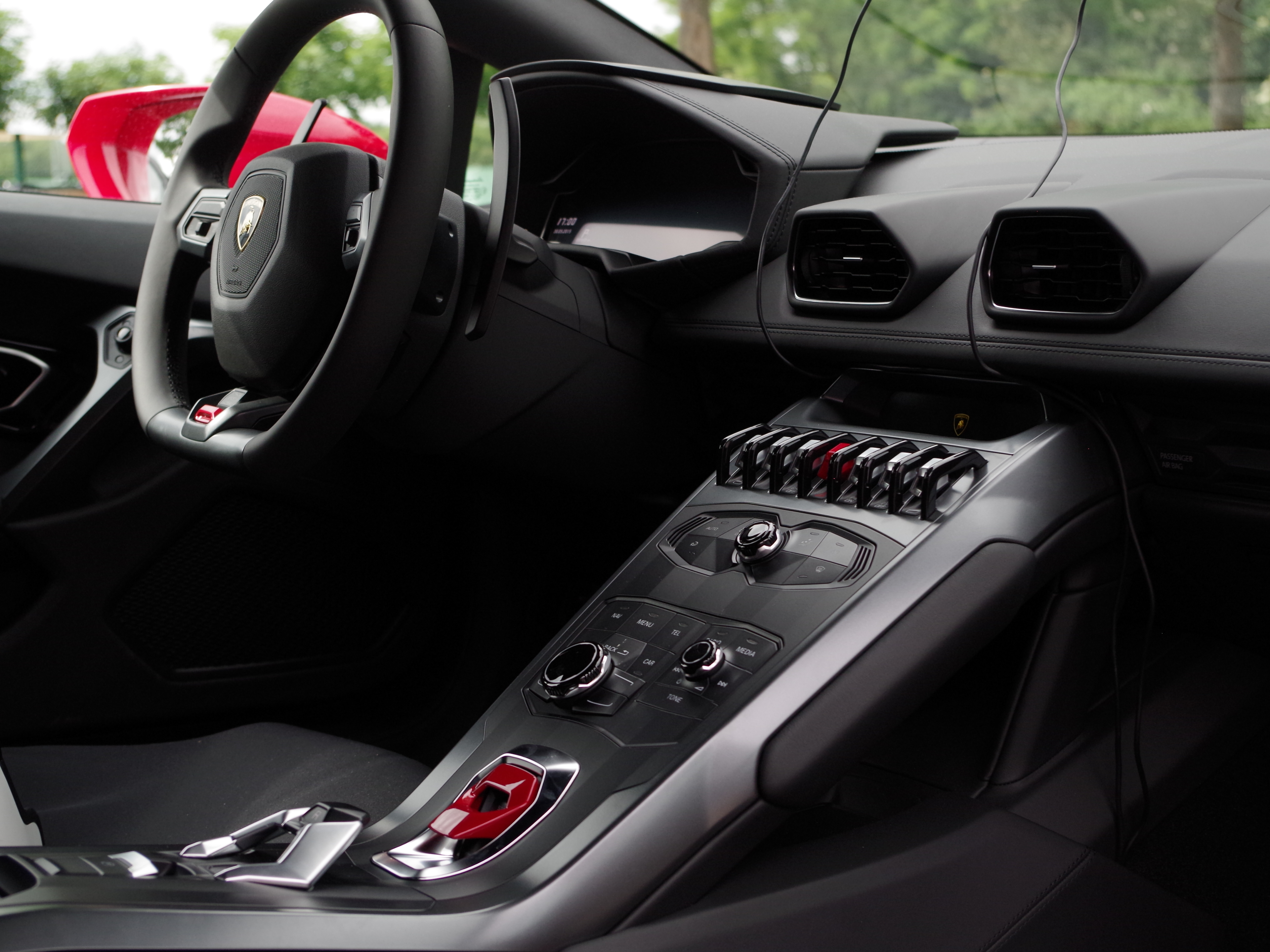
Console centrale d'une Huracán 610-4.

La version LP 610-4 coupé est la première version de la Huracán. Comme son nom l'indique, elle dispose d'un V10 de 610 chevaux limité à 8 500 tr/min et positionné en position Longitudinale Arrière (Posteriore) et d'une transmission à quatre roues motrices. Ce moteur est entièrement assemblé en Hongrie chez Audi. Grâce à cette puissance importante, la vitesse de pointe théorique annoncée est de 325 km/h. L'Huracán peut accélérer de 0 à 100 km/h en 3,2 s et de 0 à 200 km/h en 9,9 s. Avec un poids à vide de 1 422 kg, elle possède un rapport poids/puissance de 2,33 kg par cheval.
Une version sérigraphiée dotée d'une livrée bleu clair a été offerte à la police italienne en remplacement d'une Gallardo. Cet exemplaire spécial a été équipé d'un défibrillateur, de matériel de premier secours et d'un compartiment réfrigéré pour le transport express d'organes.

### LP 620-2 Super Trofeo

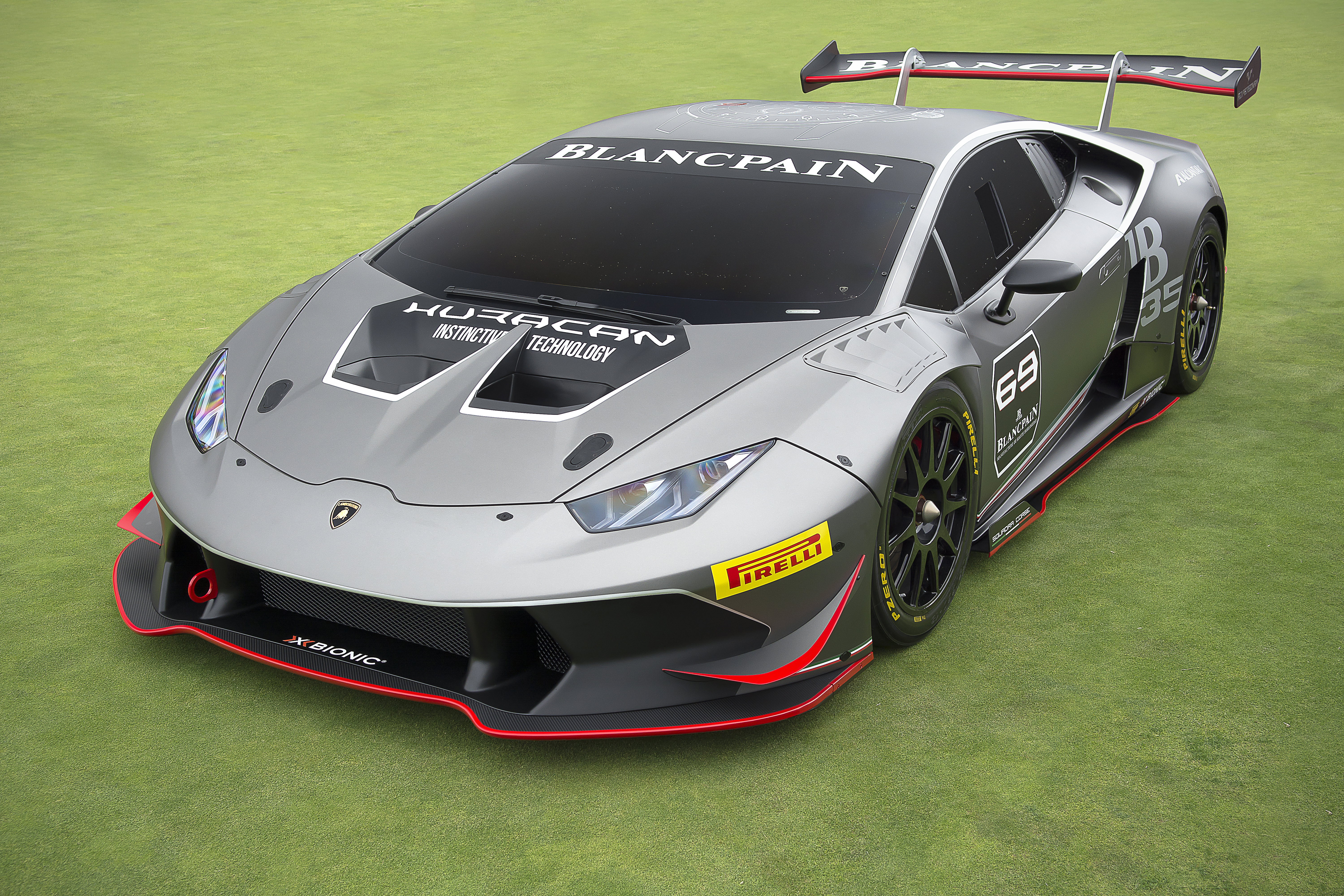
La 620-2 Super Trofeo présentée à Pebble Beach en août 2014.

La LP 620-2 Super Trofeo de la Lamborghini Huracán est dévoilée mi-août 2014 à The Quail, A Motorsports Gathering, un événement automobile mondain de Californie, près de Monterey. Début 2015, la voiture de sport roulera officiellement pour la première fois au championnat monomarque Lamborghini. Une version EVO est présentée en 2017.

### GT3

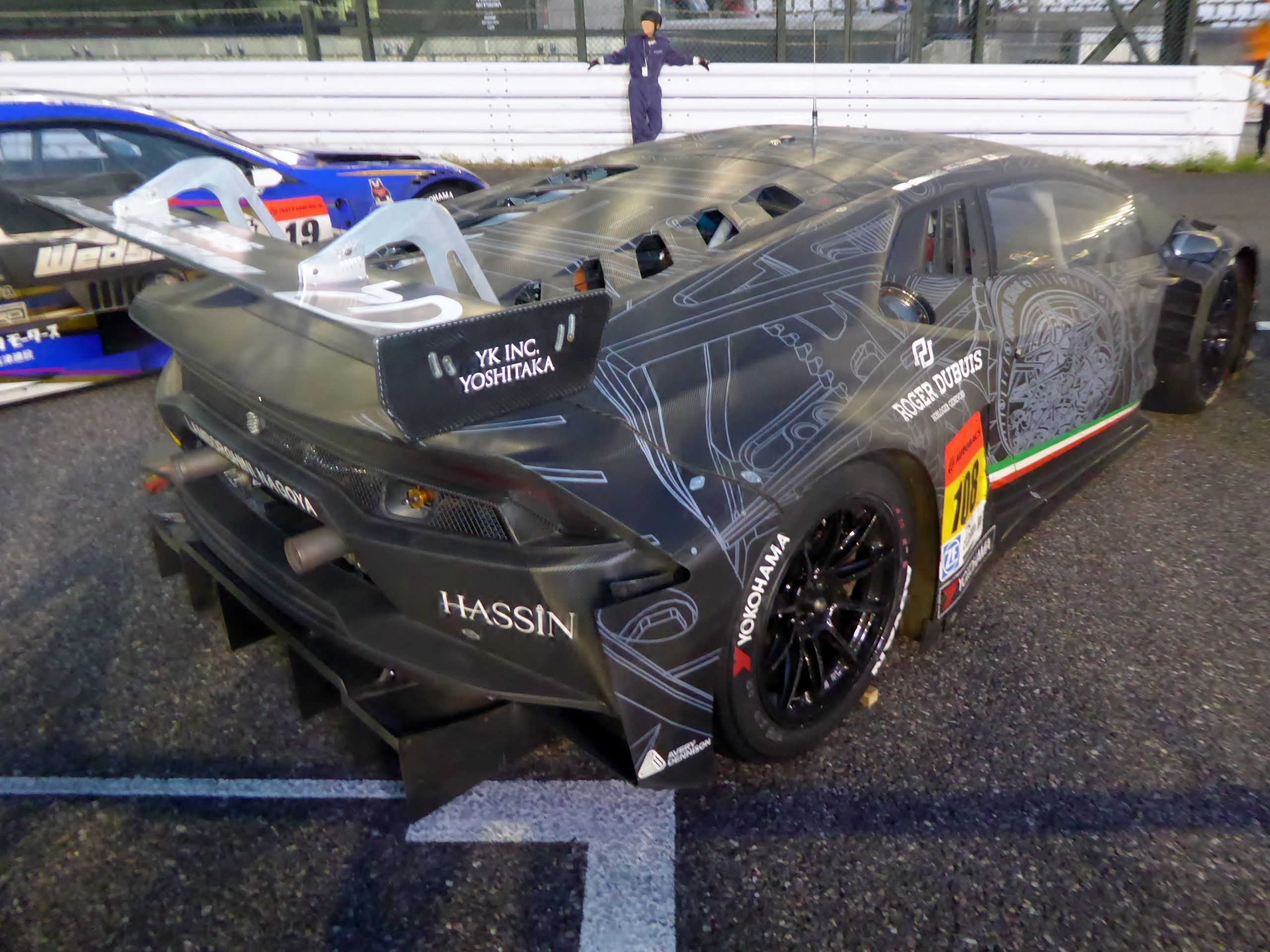
Une Lamborghini Huracán GT3 aux 1000 km de Suzuka.

La version GT3 de la Huracán, qui court dans la série Blancpain Endurance en catégorie GT (Monza, Silverstone, Paul Ricard, Spa et Nürburgring), est présentée en 2015 à Sant'Agata Bolognese, en Italie. Son poids est de 1239 kg. La version EVO de la GT3 est présentée le 15 septembre 2018.

### LP 580-2 coupé

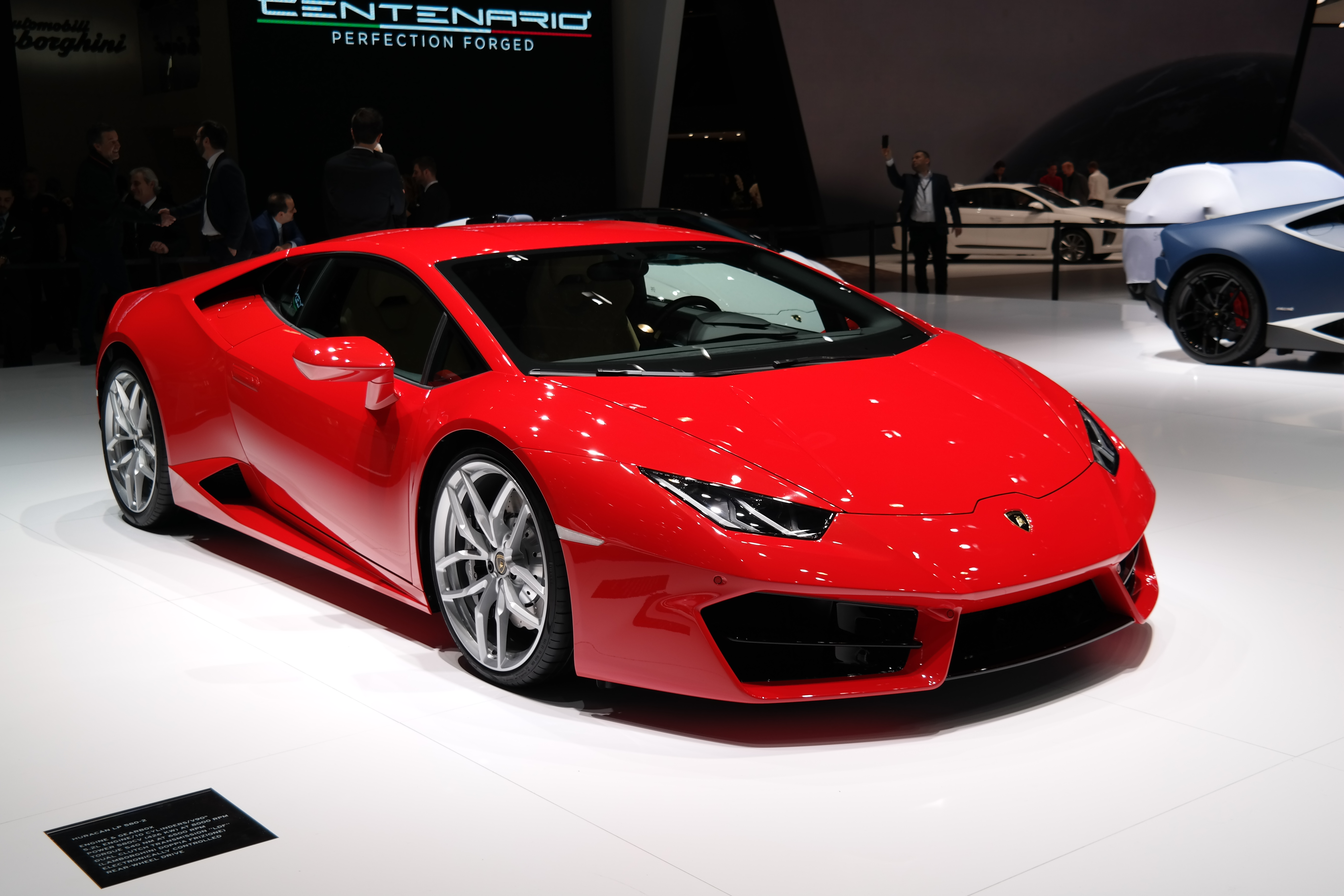
La LP 580-2 au salon de Genève 2016.

Lors du salon de Los Angeles 2015, Lamborghini expose un coupé Huracán LP 580-2. Comme son nom l'indique, elle est proposée en deux roues motrices et avec 580 chevaux (trente de moins que la version initiale).
Les performances sont légèrement à la baisse malgré les 33 kg en moins :
- le 0 à 100 km/h est abattu en 3,4 s contre 3,2 s pour le LP 610-4 ;
- le 0 à 200 km/h en 10,1 s au lieu de 9,9 s.

Le diamètre des roues descend de 20 à 19 pouces, avec des pneus en taille 35 au lieu de 30. Les disques de freins seront en acier et plus en céramique, comme la LP 610-4.
Contrairement à la LP 550-2 Balboni qui n'était pas prévue à la sortie de la Gallardo, cette version deux roues motrices de l'Huracán était programmée dès sa conception.

### LP 610-4 Spyder

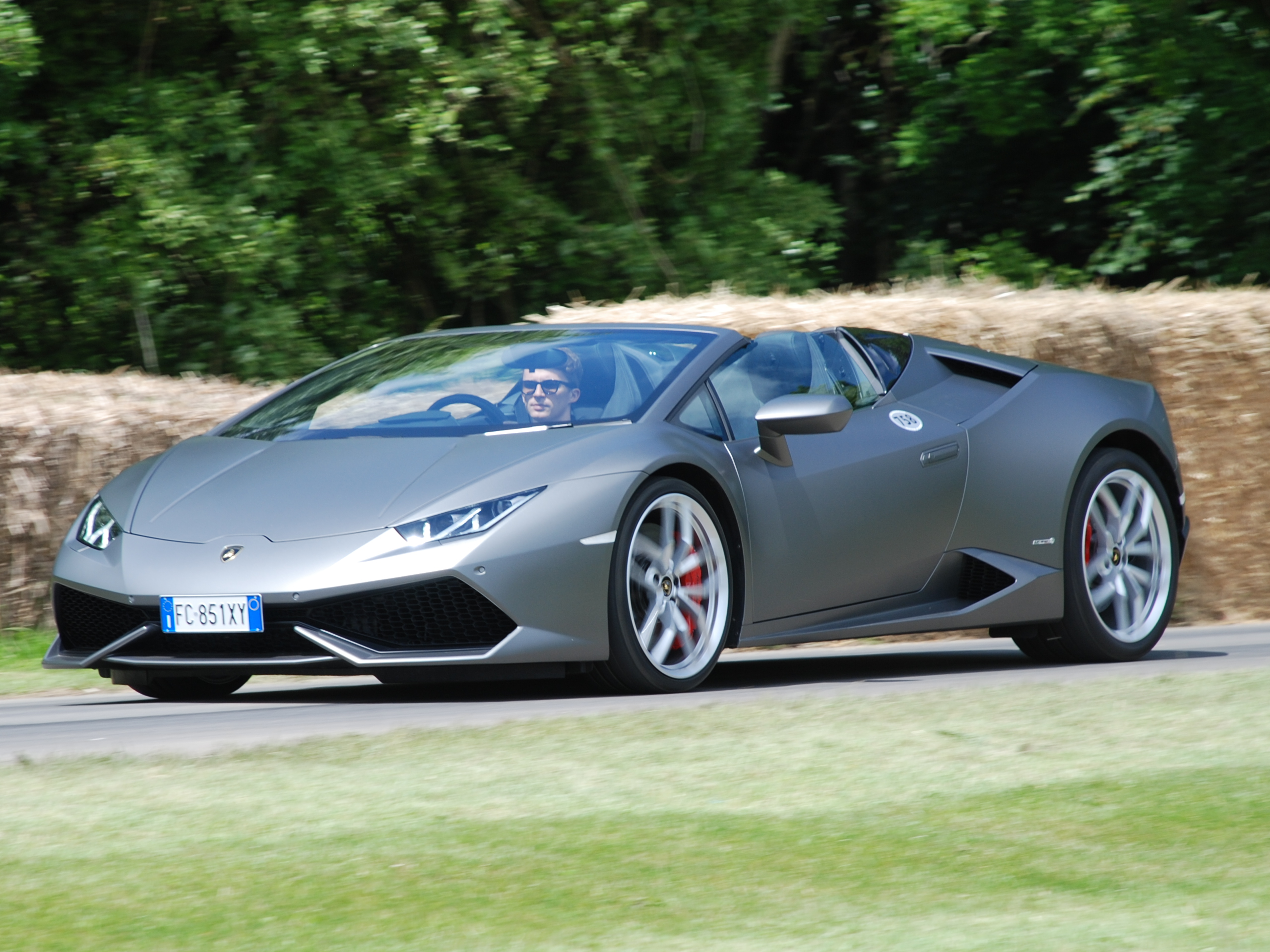
La Lamborghini Huracán Spyder au festival de vitesse de Goodwood en 2016.

La Lamborghini Huracán Spyder est la version découvrable de l'Huracán, sortie en 2015. Elle est équipée du même V10 atmosphérique de 610 chevaux que la version coupé. Elle dispose également d'une transmission intégrale. 
Ce modèle est équipé d'une unique possibilité de capote souple en toile.

### LP 580-2 Spyder

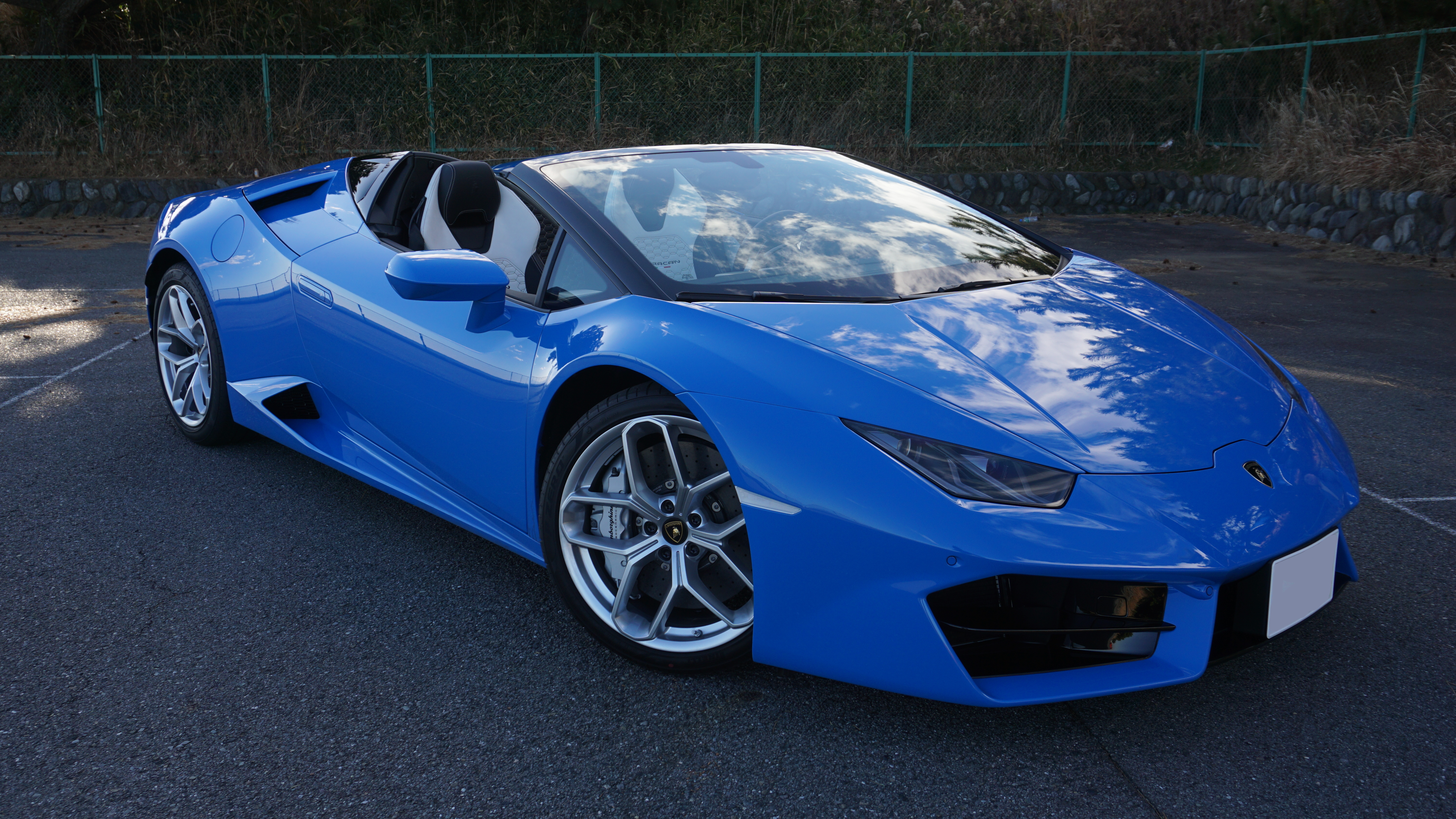
Une Huracán LP 580-2 Spyder vue de trois-quarts avant.

La Lamborghini Huracán LP 580-2 Spyder est la version roadster de l'Huracán LP 580-2, présentée en novembre 2016. 
Elle se distingue esthétiquement de la LP610-4 par son spoiler avant légèrement redessiné.

### LP 640-4 Performante

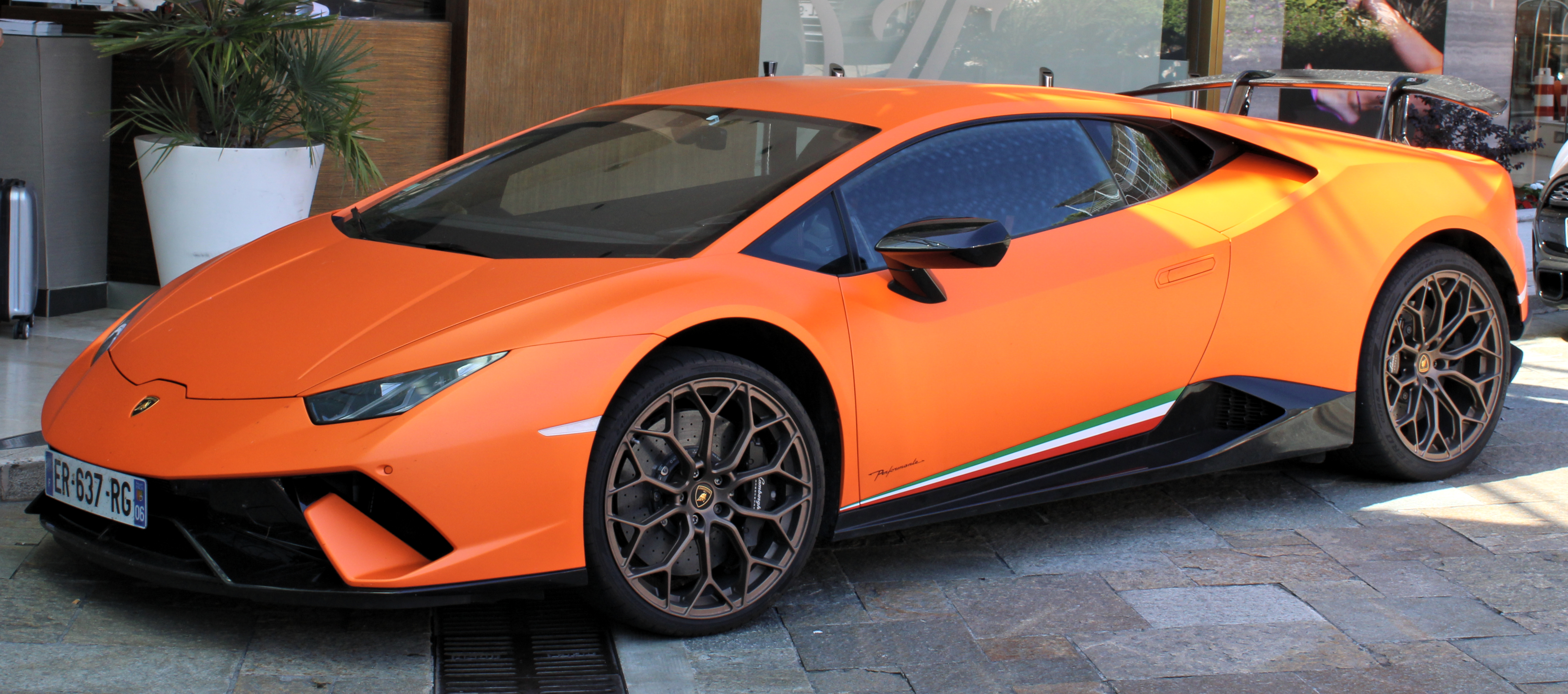
La Lamborghini Huracán LP 640-4 Performante.

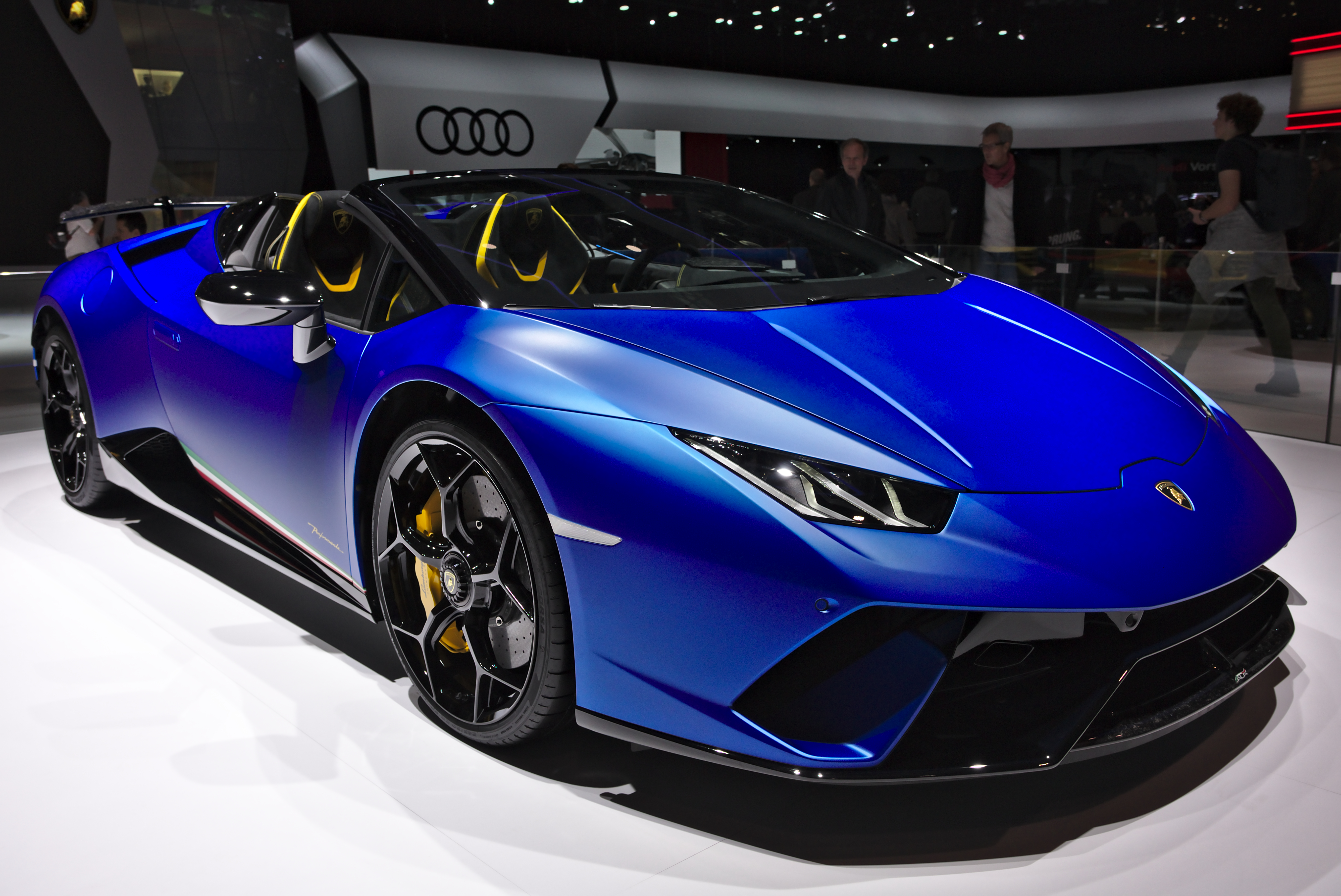
La Lamborghini Huracán LP 640-4 Performante Spyder au salon de Genève 2018.

Dernier modèle de la gamme Huracán, la Performante est présentée au salon de Genève 2017. Comme son nom l'indique, il s'agit d'une version extrême typée circuit du modèle d'entrée de gamme du constructeur italien. La Performante a notamment inauguré un système inédit d'aérodynamique active « ALA » (pour « Aerodinamica Lamborghini Attiva ») permettant d'accroître ou de réduire la traînée d'air de la voiture en fonction de l'utilisation (moins de résistance à l'air lors de vitesses élevées, appui sur la roue intérieure lors d'un virage serré, résistance à l'air maximum en freinage). Ce système se compose d'un spoiler avant actif ainsi que d'un aileron arrière, actif lui aussi (système de clapets).
Grâce à son moteur V10 à 90° de 5 204 cm3 développant 640 chevaux (470 kW) à 8 000 tr/min (600 N m à 6 500 tr/min) doté des technologies MPI (Injection Multipoint) et IDS (Injection Directe Stratifiée) en position longitudinale arrière et ses quatre roues motrices (LP 640-4), la Performante est devenue pendant un temps la voiture de série la plus rapide sur un tour du circuit allemand Nürburgring en 6 min 52 s. Son rapport poids/puissance de 2,15 kg/ch ainsi que sa boîte de vitesses à double embrayage aux passages de rapports quasi instantanés explique en grande partie cet exploit.
La Performante devait être également utilisable au quotidien, il a donc fallu que les ingénieurs de Sant'Agata Bolognese se penchent sur son habitabilité et son accessibilité. De nombreuses options de confort sont disponibles au catalogue : les sièges baquets peuvent désormais se montrer moins rigides et difficiles à supporter lors de longs trajets, une fonction cruise control a été ajoutée et la désactivation de deux cylindres est possible pour les trajets urbains ou sollicitant peu la puissance du moteur, afin de diminuer la consommation de carburant. Un échappement sport au niveau sonore réglable est également disponible.

### LP 610-4 Avio

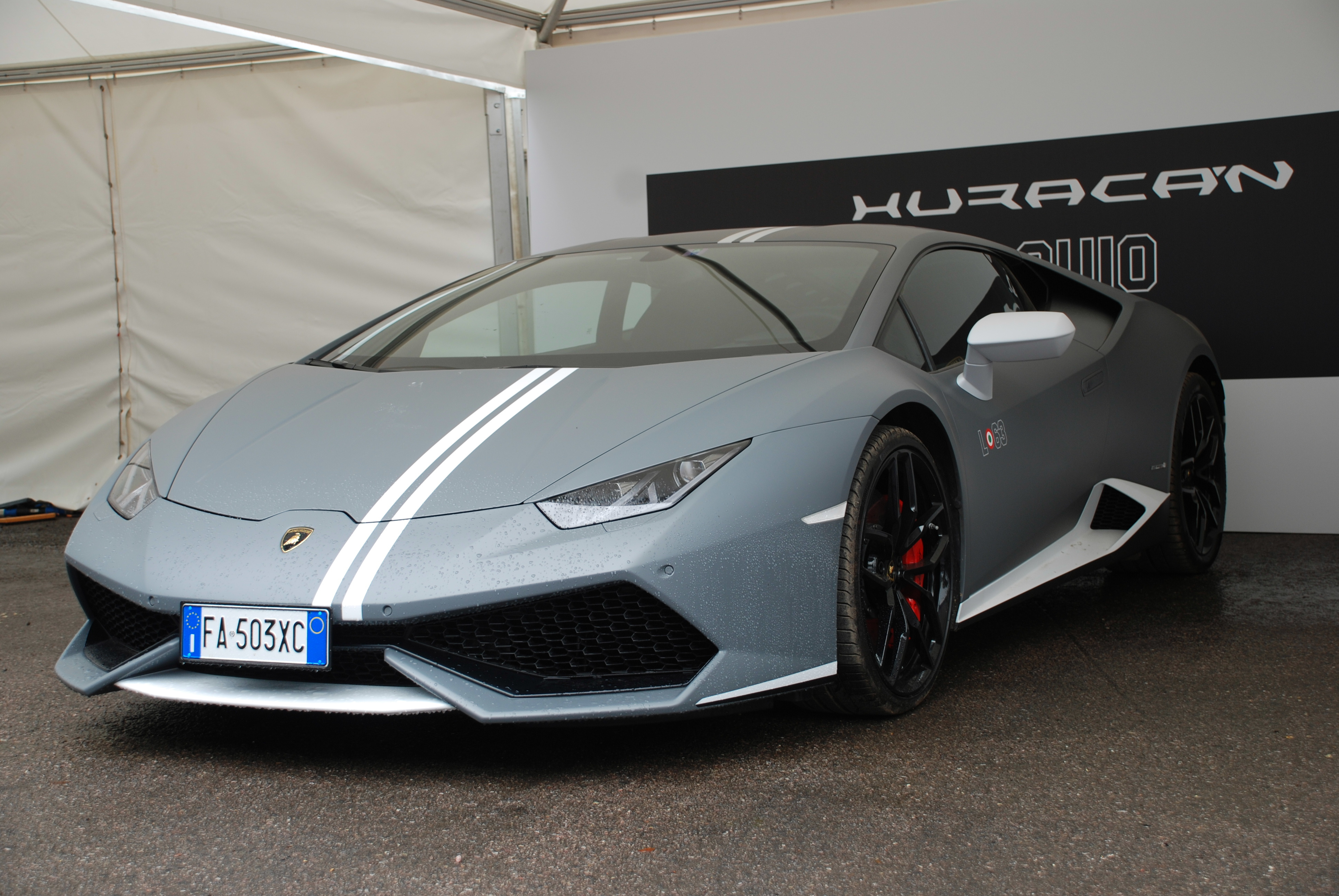
La Lamborghini Huracán Avio au festival de vitesse de Goodwood en 2016.

Une première édition limitée de la Huracán a été annoncée par Lamborghini, l'Huracán LP 610-4 Avio. Elle rend hommage à la marque motoriste italienne Avio. Elle a été dévoilée au salon de Genève 2016 et est limitée à 250 exemplaires. 

## Phase 2

### Huracán EVO
En janvier 2019, quatre années après son lancement, Lamborghini dévoile au salon de Détroit le restylage de sa sportive, l'Huracán EVO. Celle-ci reçoit quelques améliorations physiques, technologiques et mécaniques.
L'avant de l'Huracán est doté d'un nouveau bouclier encore plus agressif avec de nouvelles entrées d'air. Quant à l'arrière, il change radicalement, avec un nouveau diffuseur et un nouveau spoiler. Les sorties d'échappement rondes sont relevées et encadrent la plaque d’immatriculation.
À l'intérieur, la planche de bord est équipée d'un écran central multimédia de 8,4 pouces permettant d'accéder à la navigation, la climatisation et aux différents réglages de l'Huracán.

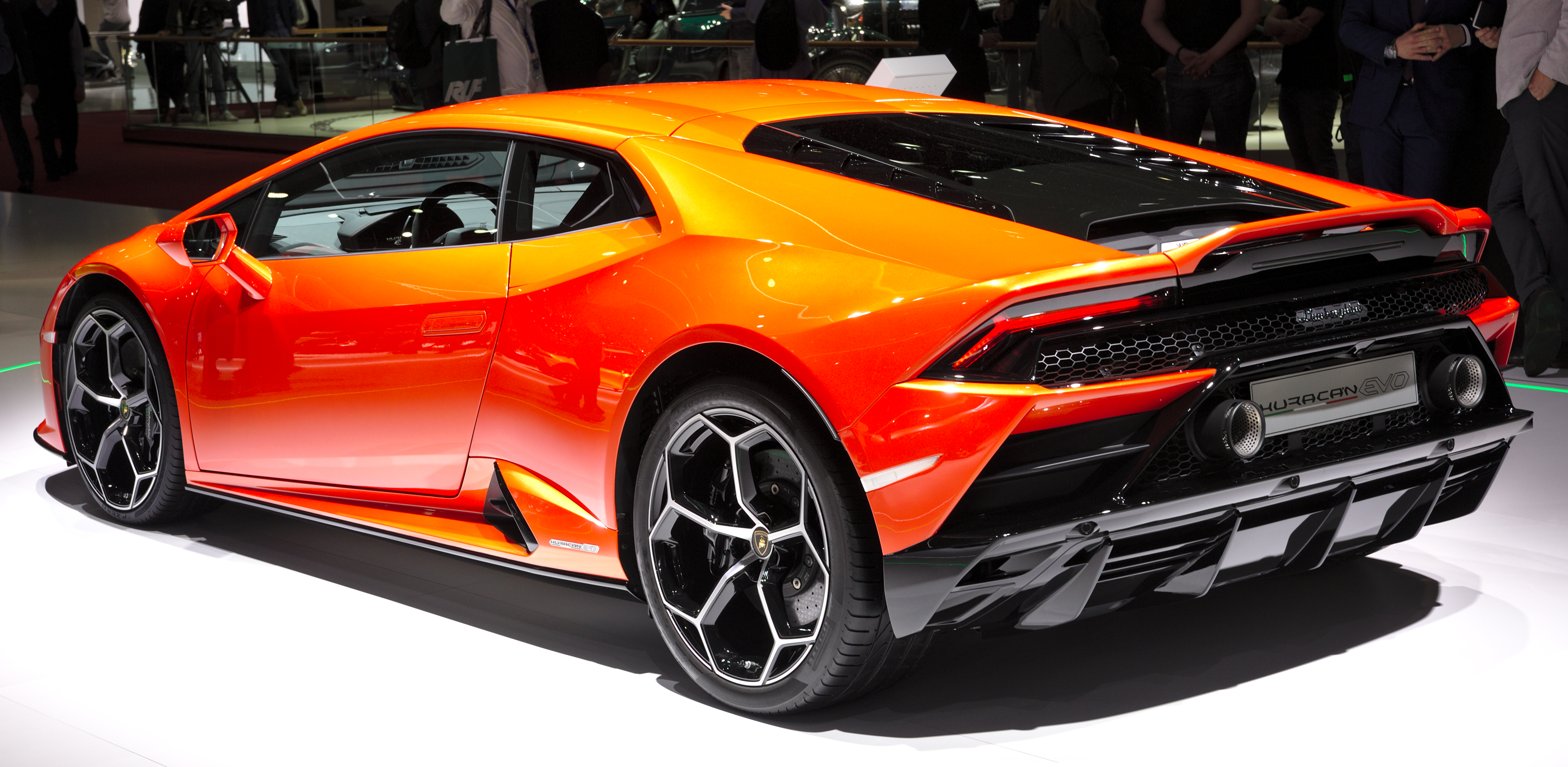
Vue de l'arrière.

L'EVO est motorisée par le V10 5.2 de la version LP640-4 Performante de 640 ch et 600 N m de couple. Elle atteint 325 km/h en vitesse maximale, et abat le 0 à 100 km/h en 2,9 secondes. Elle est dotée de quatre roues motrices et quatre roues directrices avec un système de vectorisation du couple aux quatre roues. Elle peut être équipée de la suspension active magnéto-rhéologique évoluée ou d'un système de traction intégrale avec une réponse de la direction améliorée.
La Lamborghini Huracán EVO 2019 reçoit de nouvelles fonctionnalités comme le Lamborghini Dinamica Veicolo Integrata (LDVI) qui contrôle les données du comportement dynamique de la voiture, ou encore la Lamborghini Piattaforma Inzerziale (LPI), un système composé d'accélérateurs et de gyroscopes.

### Huracán EVO Spyder
Au salon de Genève 2019, Lamborghini dévoile la variante Spyder de l'Huracán Evo.

Lamborghini Huracán Evo Spyder au salon de Genève 2019
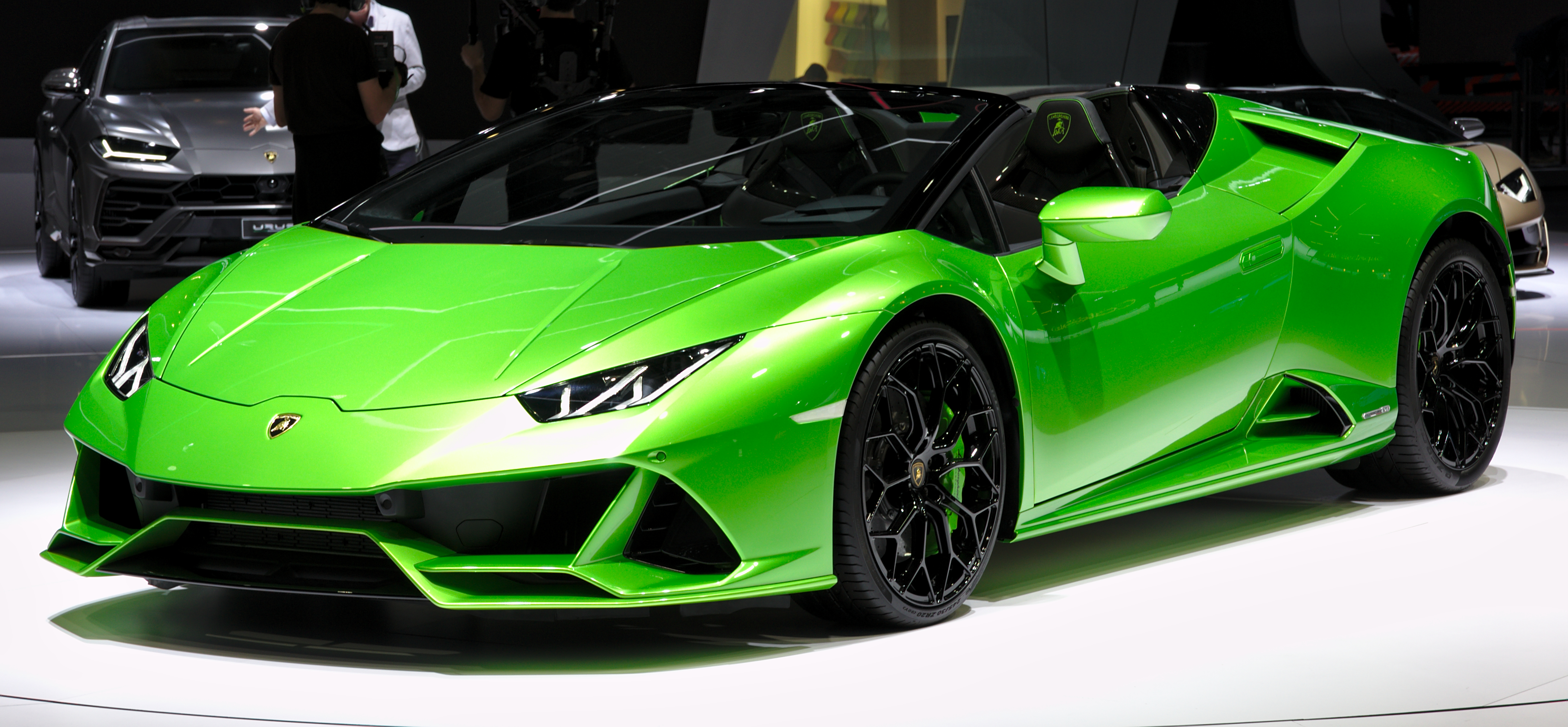
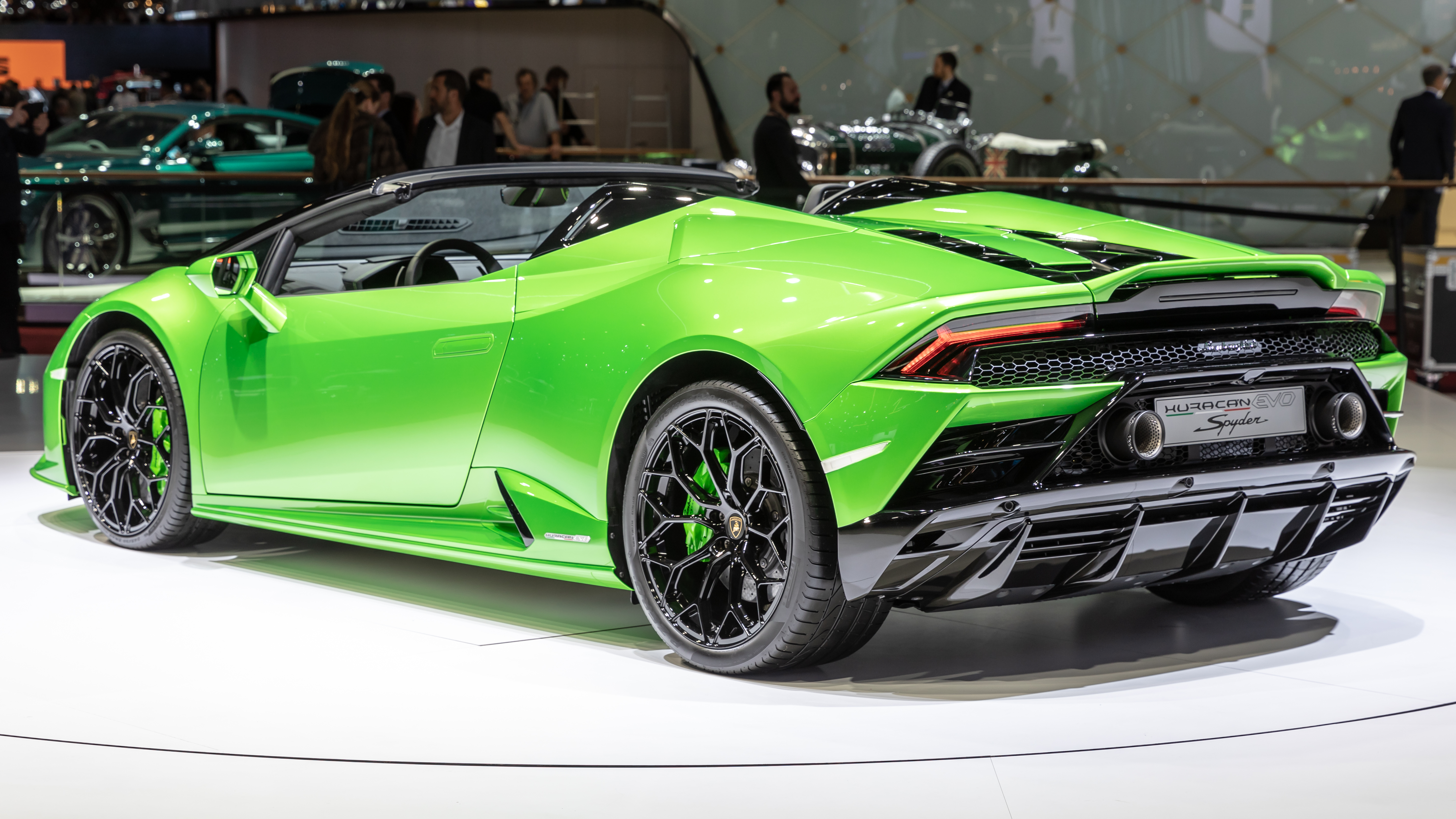

### Huracán EVO GT Celebration

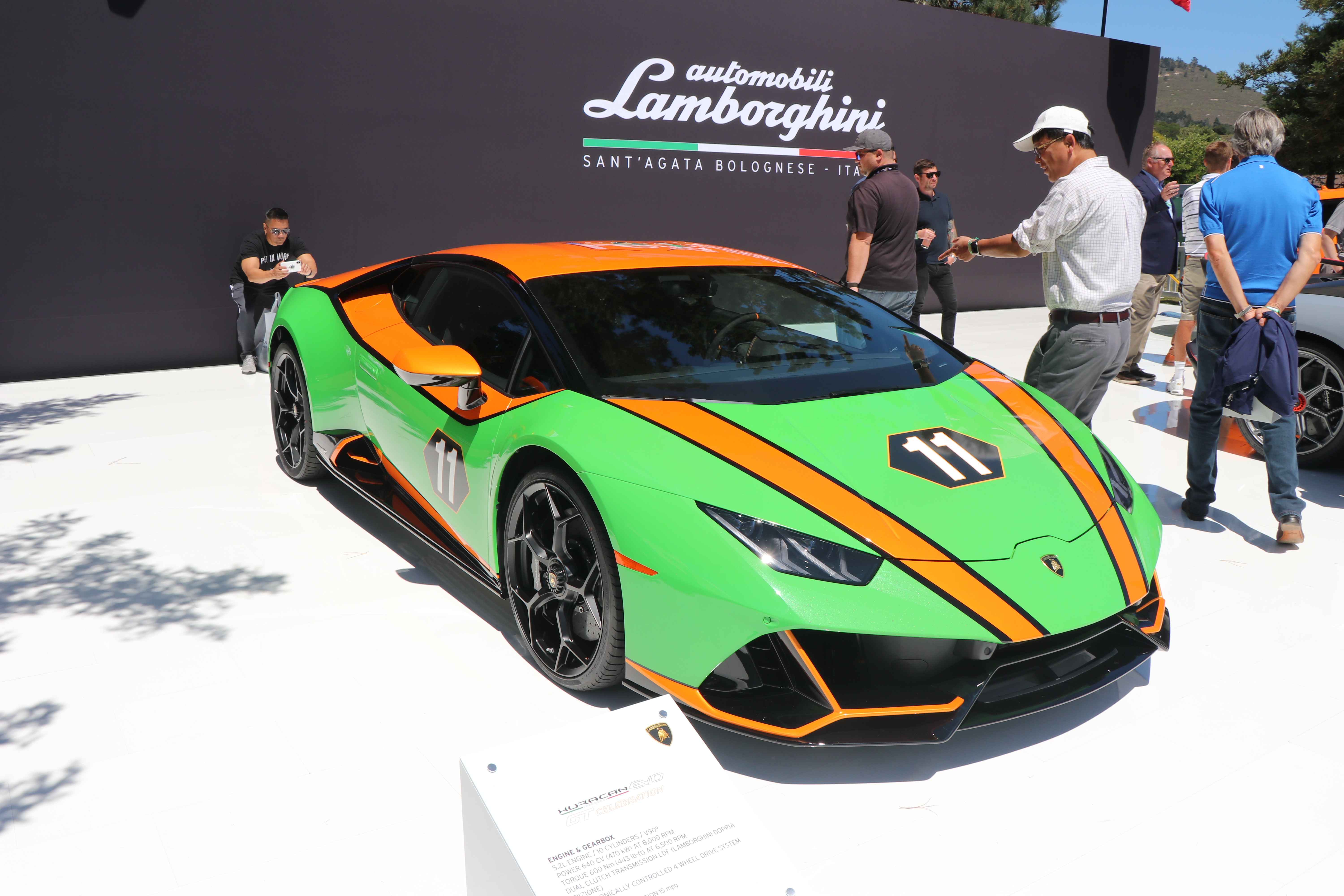
La Lamborghini Huracán EVO GT Celebration au Pebble Beach Concours d'Elegance 2019.

En 2019, la marque au taureau a dévoilé une édition limitée de la Huracán EVO, limitée à 36 exemplaires et réservée au marché américain. Appelée Huracán EVO GT Celebration, cette série spéciale rend hommage à la victoire de Lamborghini aux 24 Heures de Daytona 2018 et 2019 et aux 12 Heures de Sebring de ces mêmes années.

### Huracán EVO RWD
La version deux roues motrices de l'Huracán coupé est dévoilée le 5 janvier 2020 et commercialisé à partir du salon international de l'automobile de Genève 2020. Elle hérite du moteur V10 5,2 litres dégonflé à 610 ch pour un couple de 560 N m.
L'Huracán RWD (Rear-Wheel Drive) est équipée d'un système de contrôle de « traction » nommé P-TCS (Performance Traction Control System) qui agit sur la propulsion en mode Strada.

### Huracán EVO RWD Spyder
L'Huracán EVO RWD Spyder est dévoilée le 7 mai 2020. Elle est équipée d'un toit en toile qui s'ouvre en 17 s et jusqu'à 50 km/h. Son poids est contenu à 1 509 kg et elle exécute le 0 à 100 km/h en 3,5 s avec une vitesse maximale de 324 km/h.

### Huracán STO

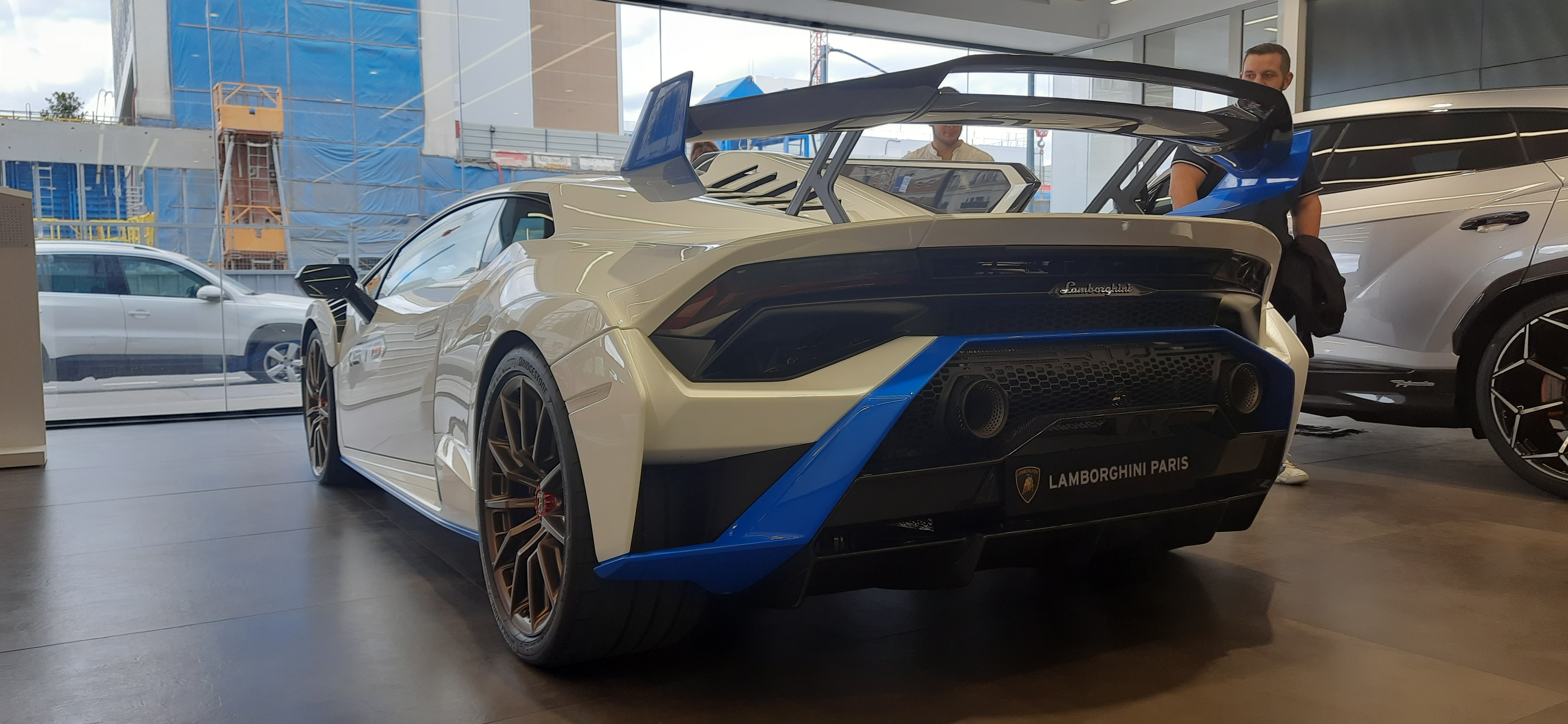
Vue de l'arrière.

L'Huracán STO, pour Super Trofeo Omologata, est une version spéciale extrême orientée pour la piste mais homologuée pour la route. Son V10, le même que celui de la Performante, est poussé à 640 ch.

### Huracán Tecnica
La Lamborghini Huracán Tecnica est présentée le 12 avril 2022. La Tecnica se situe dans la gamme entre la RWD et la STO et annonce la fin de production de l'Huracán. Comme la STO, elle bénéficie d'une puissance de 640 ch transmis aux roues arrière.  Elle effecute le 0 à 100 km/h en 3,2 secondes et le 0 à 200 en 9,1 secondes, avec une vitesse maximale de 325 km/h.
L'Huracán Tecnica se distingue des autres versions notamment par un kit carrosserie spécifique.

### Huracán STJ
La STJ est la dernière version d'Huracán avant son remplacement par la Temerario. Elle est basée sur la STO et reçoit un kit aérodynamique spécifique. Elle est limitée à 10 exemplaires.

## Huracán Sterrato
En juin 2019, Lamborghini présente un concept-car offroad, la Lamborghini Huracán Sterrato concept, équipée du V10 de 640 ch.
En novembre 2022 est présentée une version de série, produite à 1 499 exemplaires. Elle reçoit des pneus spécifiques, un snorkel sur le toit, des éléments de carrosserie distinctifs, des protections spécifiques et une garde au sol rehaussée de 44 mm.

## Dérivés
- Ares Design Panther ProgettoUno
- Bertone GB110